# Ганден
Ганден (тиб. དགའ་ལྡན, Вайли dga' ldan) — монастырь на горе Вангбур в 47 км к востоку от Лхасы в Тибете, один из самых крупных буддийских монастырей и знаменитый университет школы гелуг тибетского буддизма, а также место паломничества. Главой монастыря является Ганден Трипа, формальный глава школы гелуг. Ранее Ганден был одним из трёх государственных монастырей. Название «Ганден» — это тибетский перевод санскритского «Тушита», легендарной обители Будды Майтреи. Находится на высоте 4500 м.

## История
Ганден был основан в 1409 году учениками Цонкапы, который прибыл на место будущего монастыря с одним из своих учеников — Гендун Друпом (1391—1474, посмертно был признан Первым Далай-ламой). Гендун Друп поручил двум другим ученикам руководить строительством, и основные здания монастыря были возведены за год. Перед смертью Цонкапа передал своему ученику, Гьялцабу Дарма Ринчену, свои шапку и монашеский плащ, что символизировало его назначение на пост настоятеля.
Позже Ганден, который был разделён на два факультета — Шарце и Чжангце, превратился в огромный монастырский комплекс, в котором проходило обучение до четырёх тысяч монахов.
Монастырь был практически полностью разрушен в годы «культурной революции» (1966—1968), но потом был восстановлен. В монастыре сейчас более 200 монахов.
Находясь в удалении от Лхасы, Ганден менее популярен среди туристов и паломников, чем Сера и Дрепунг, однако исторически именно в монастыре Ганден находились руководители администрации и политические лидеры школы гелуг. Тибетские беженцы воссоздали монастырь Ганден в штате Карнатака (Индия).

## Галерея — виды монастыря Ганден

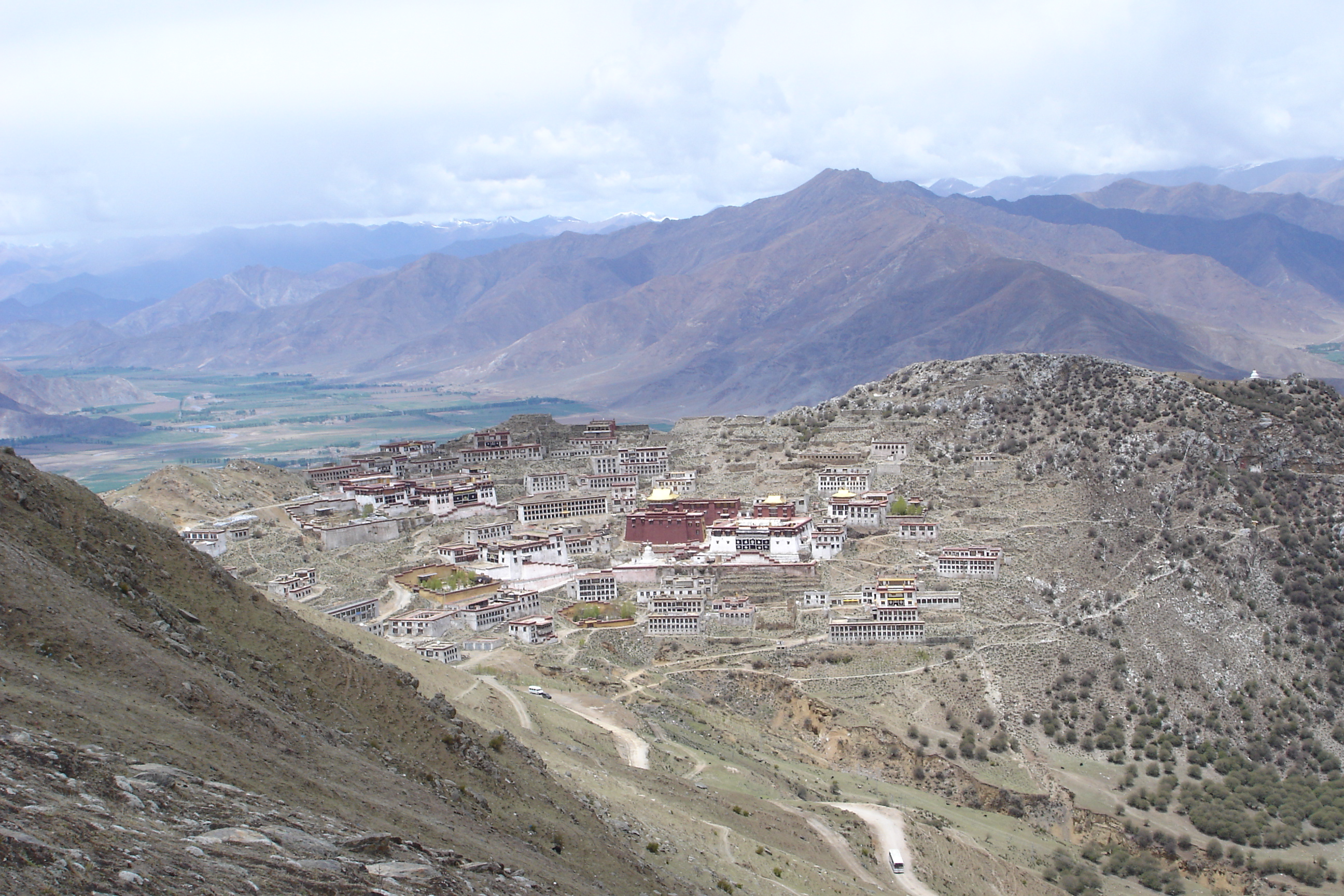
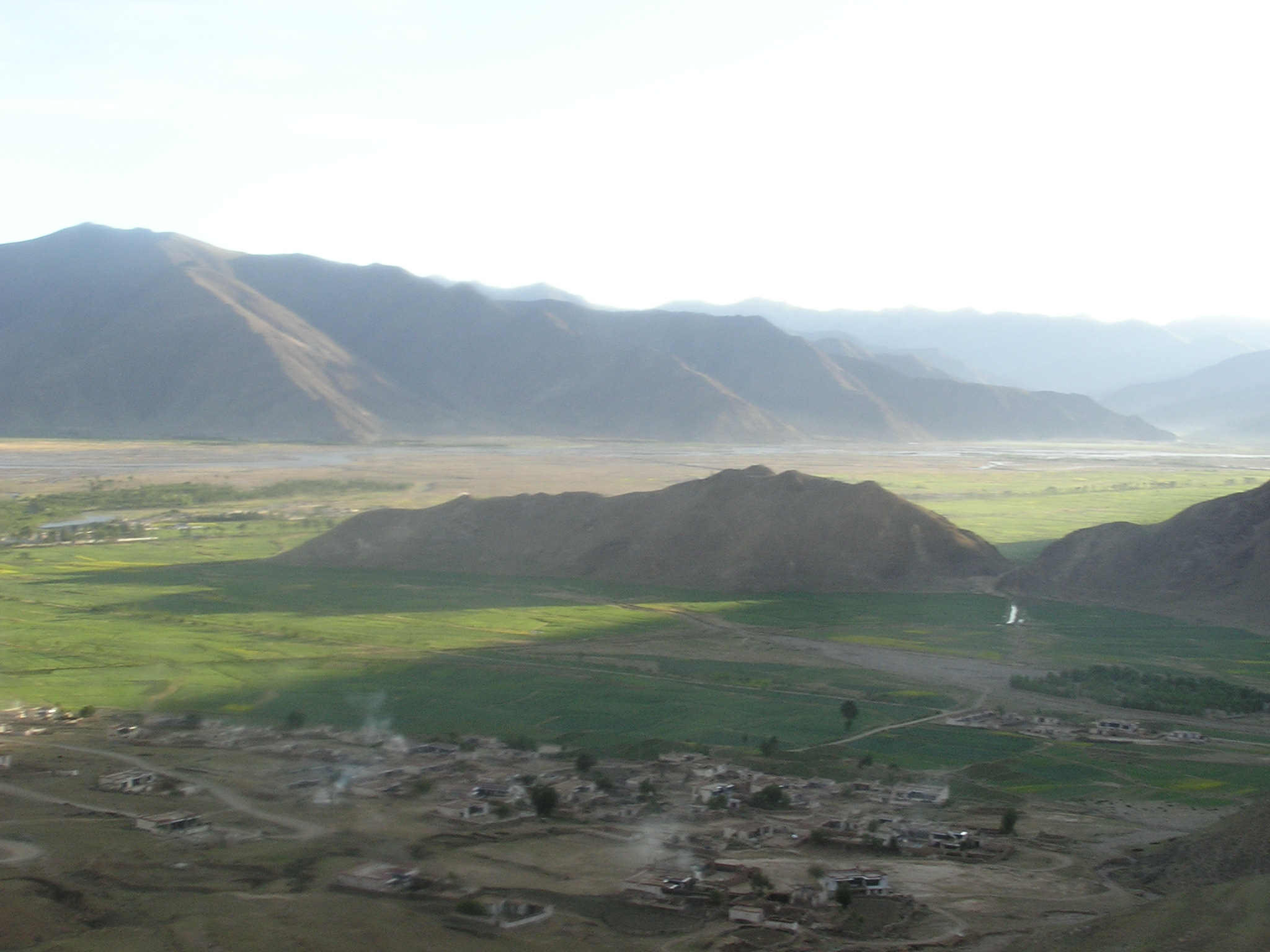
Река Кьи-чу около монастыря Ганден
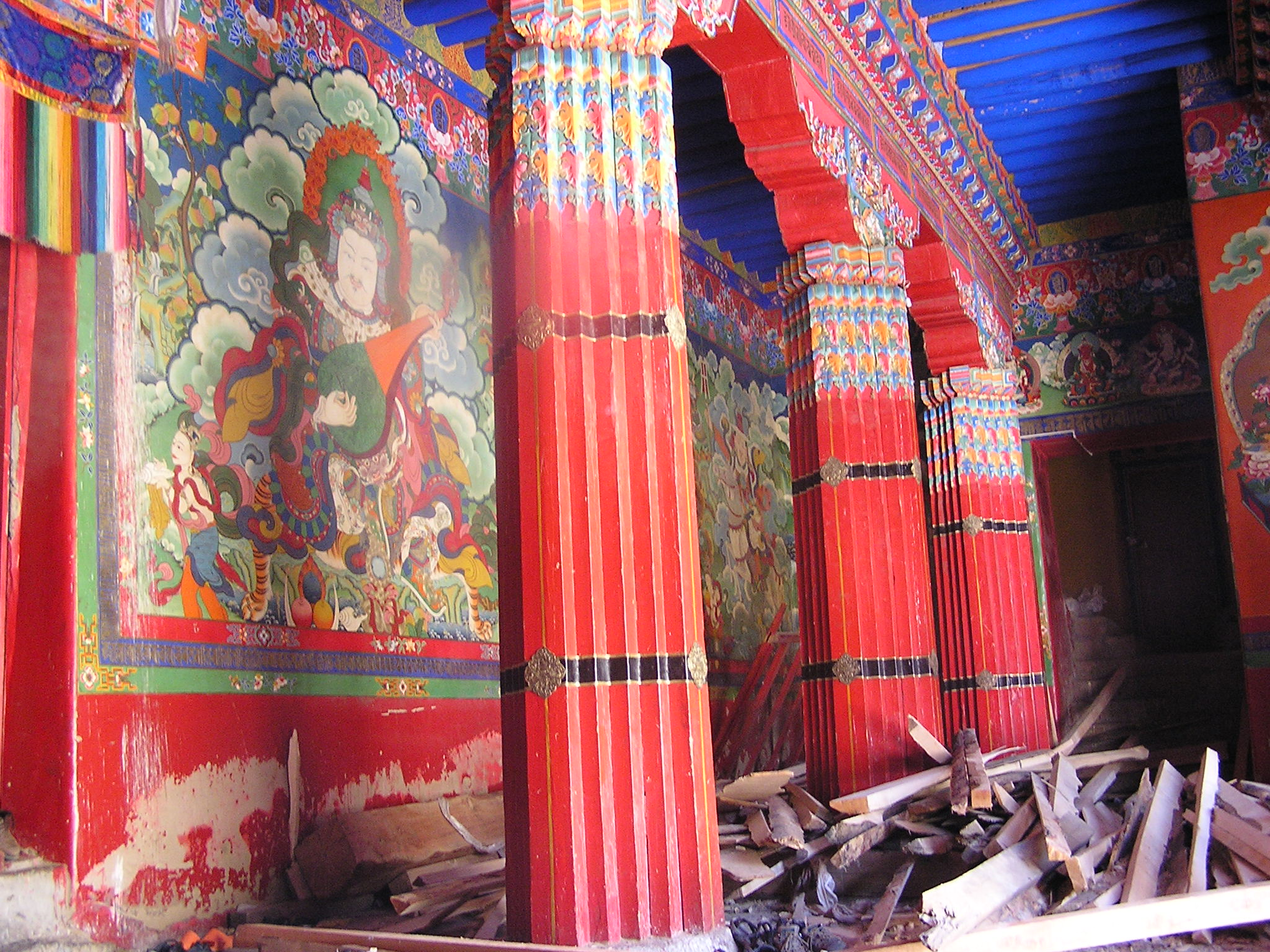
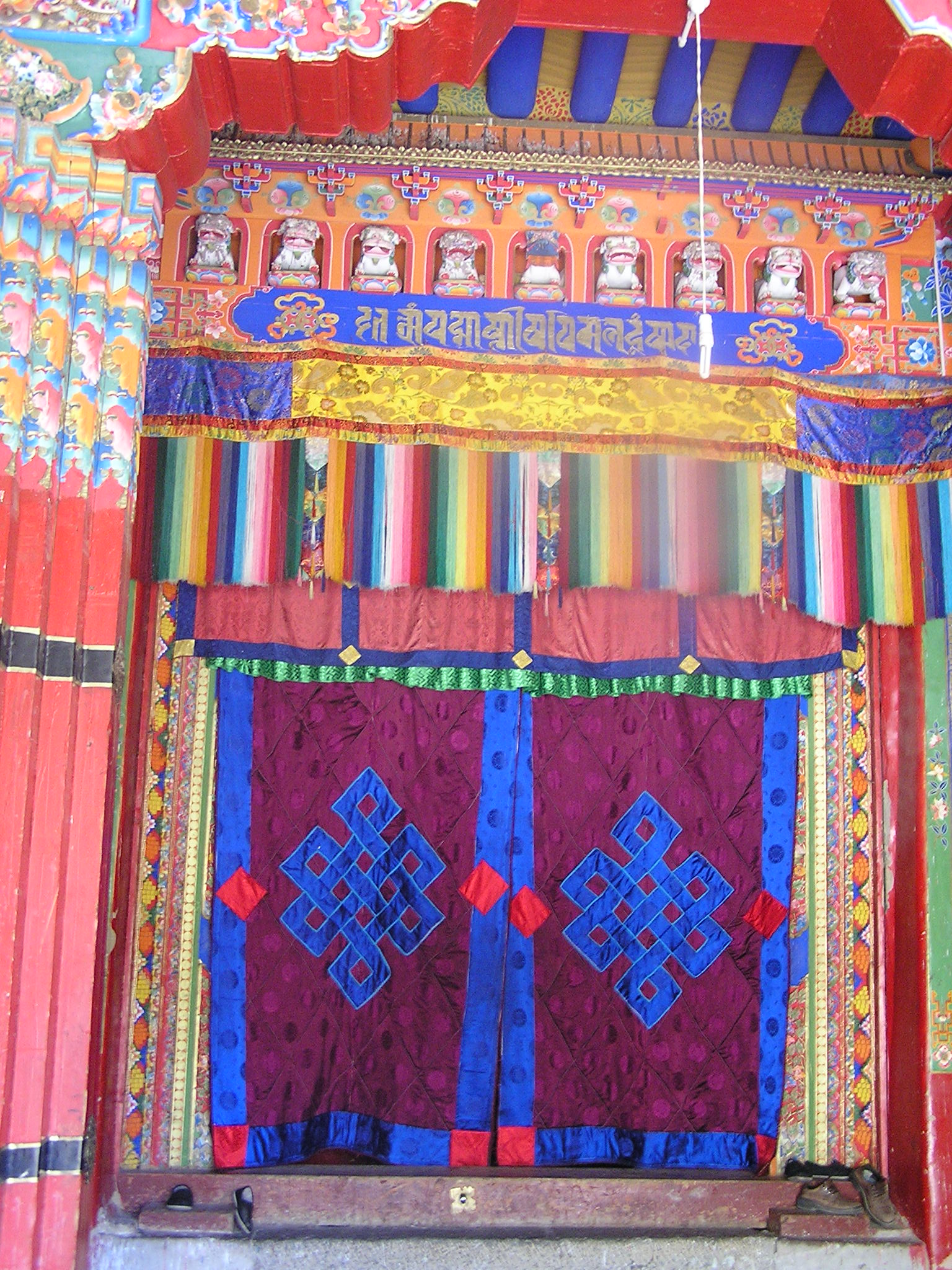
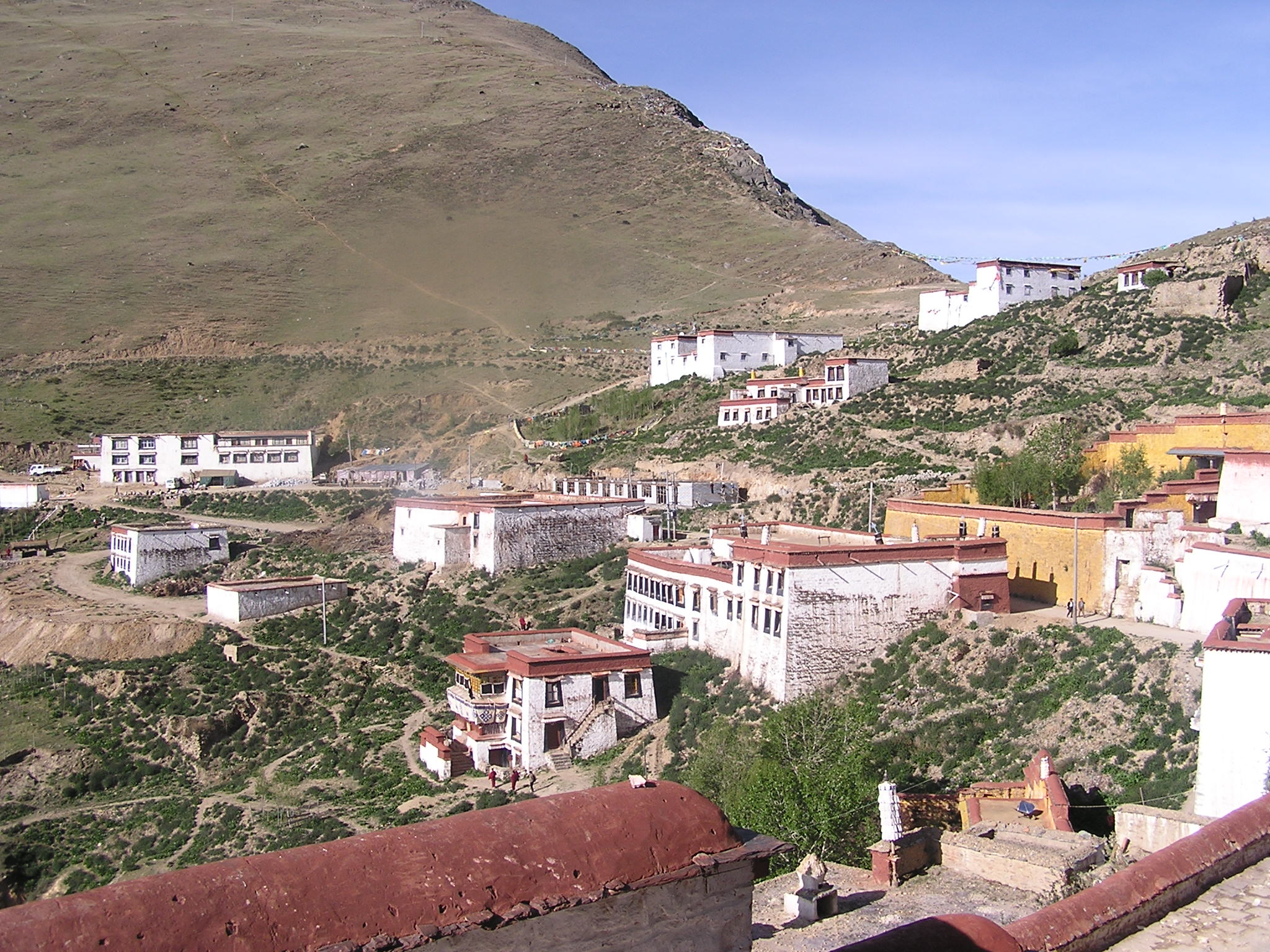
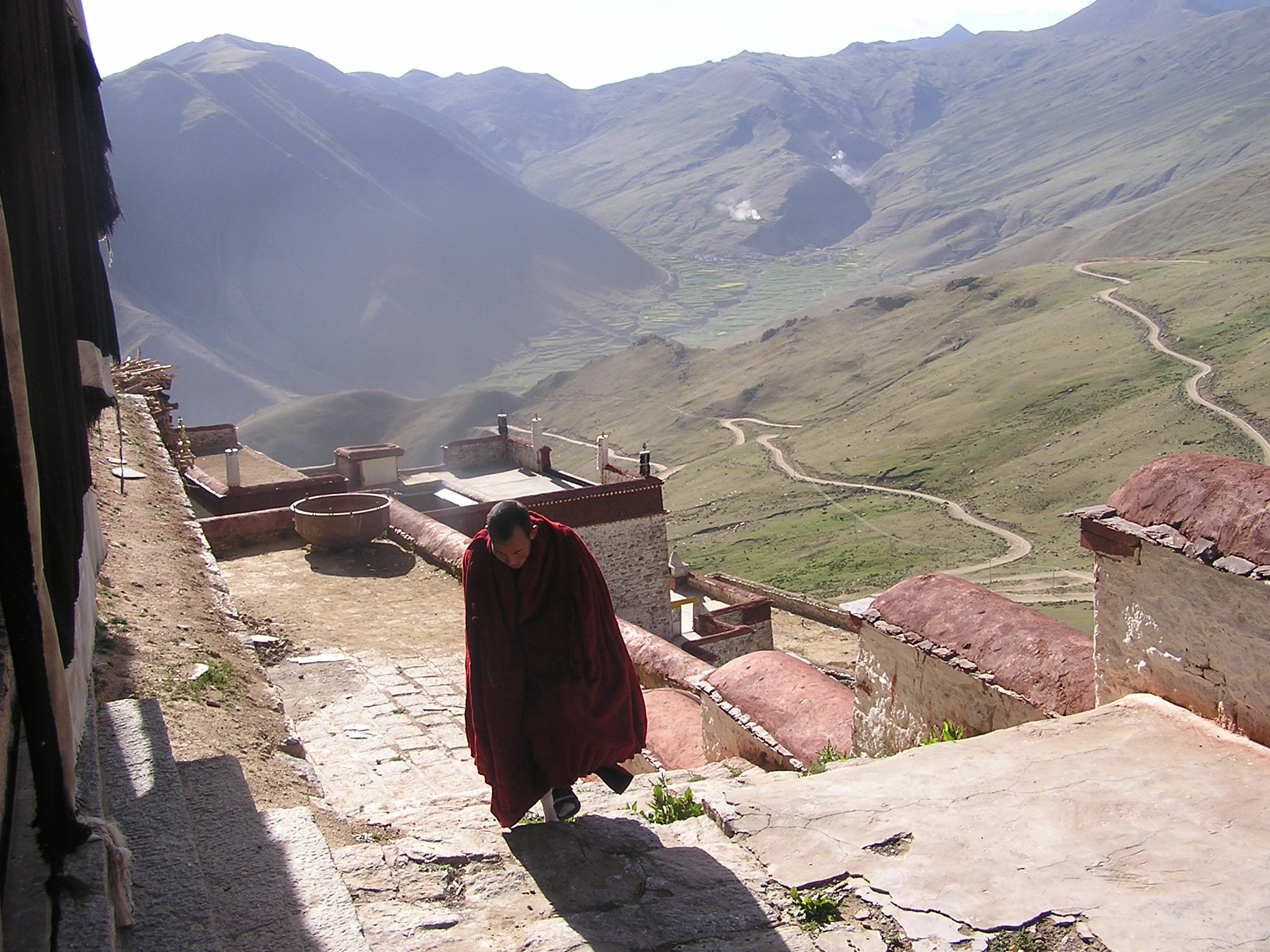
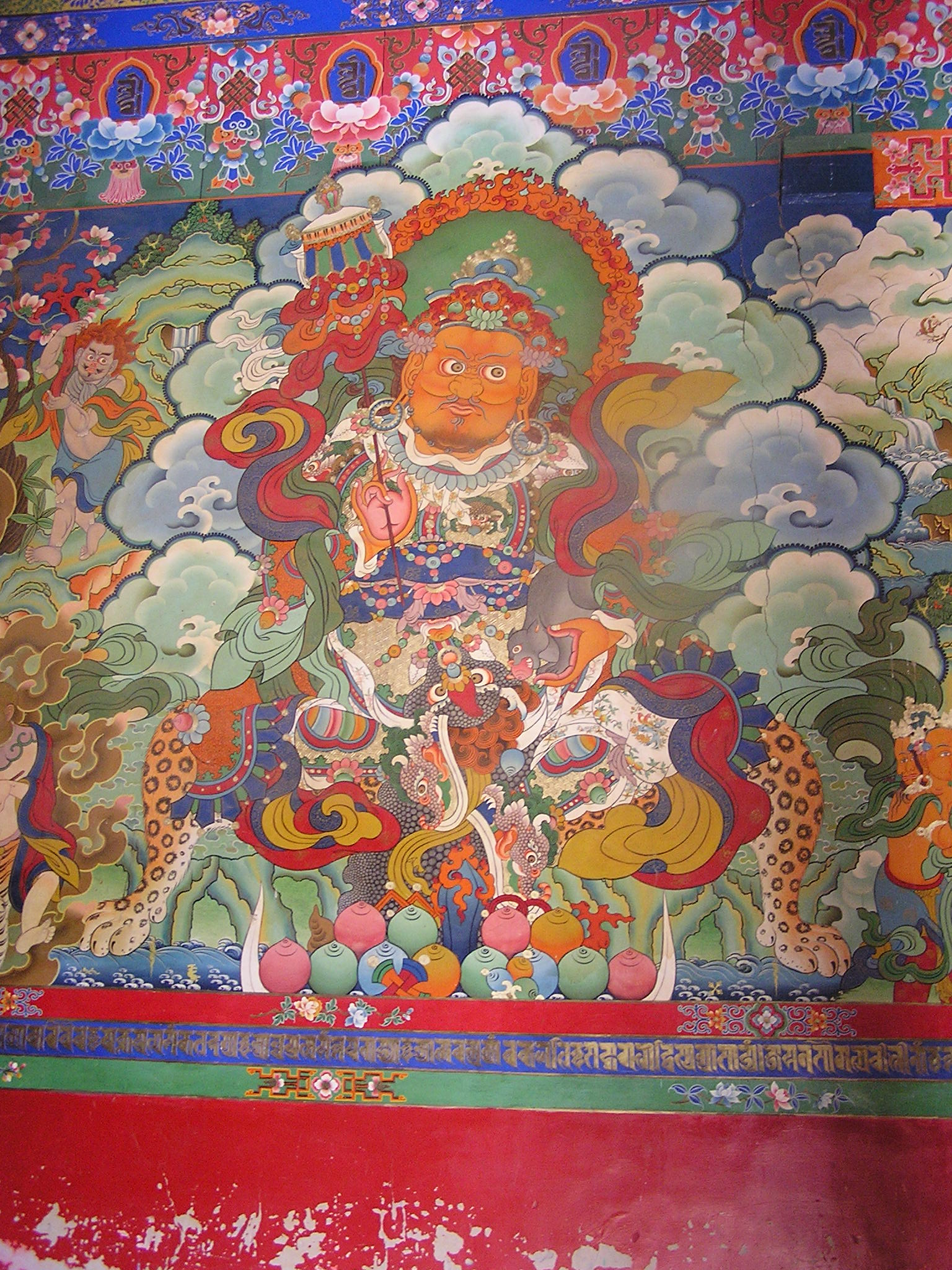
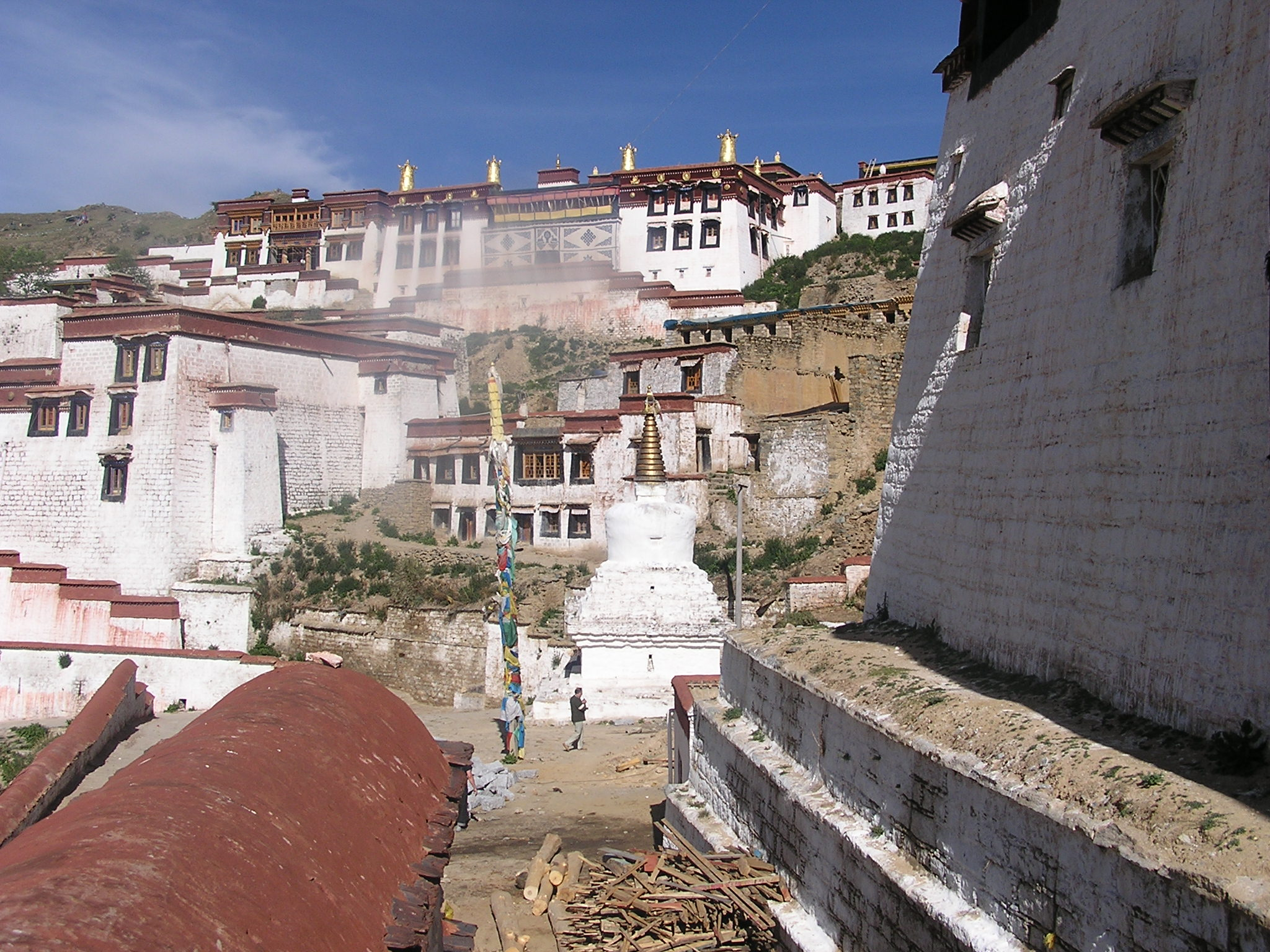
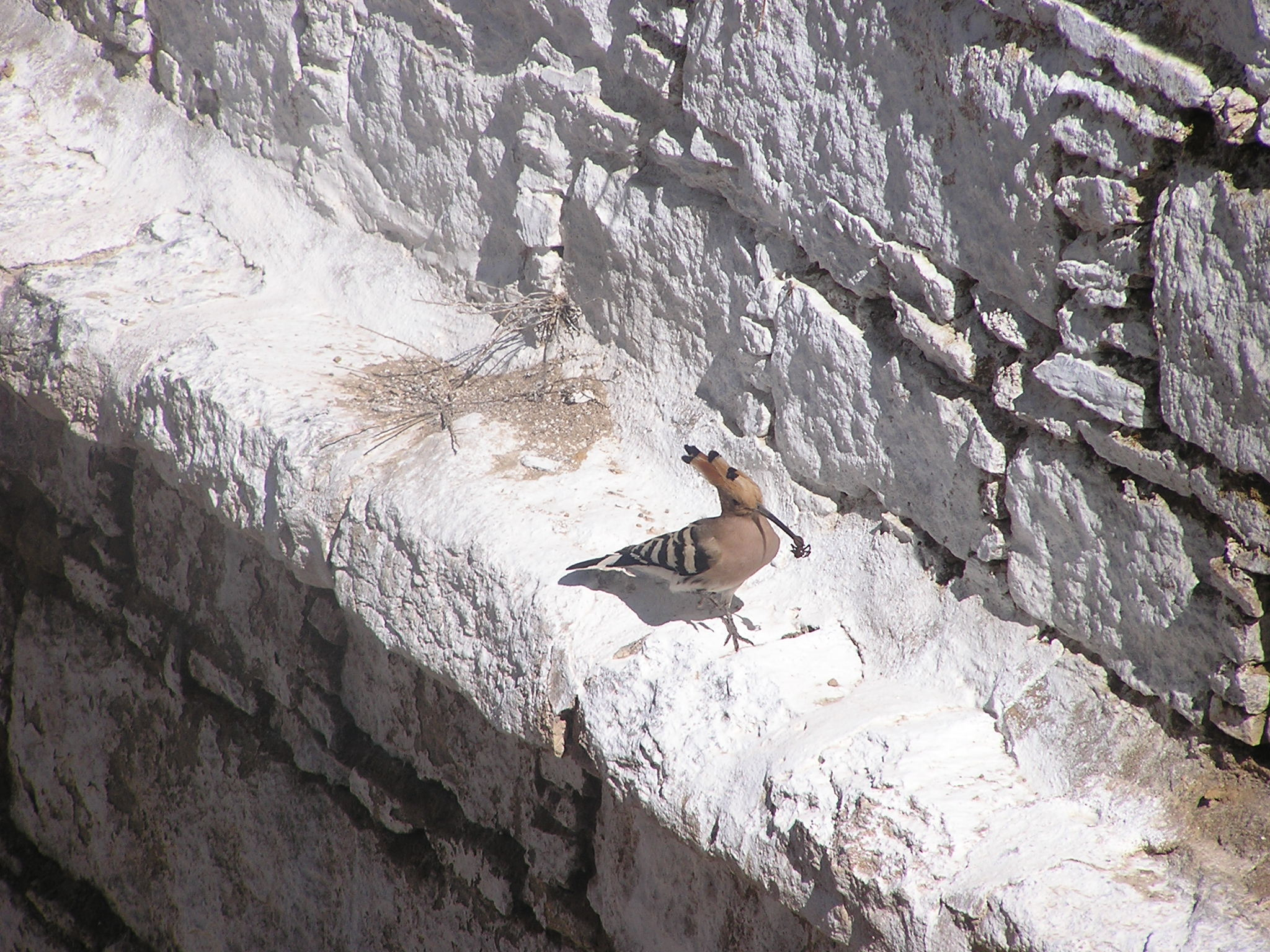
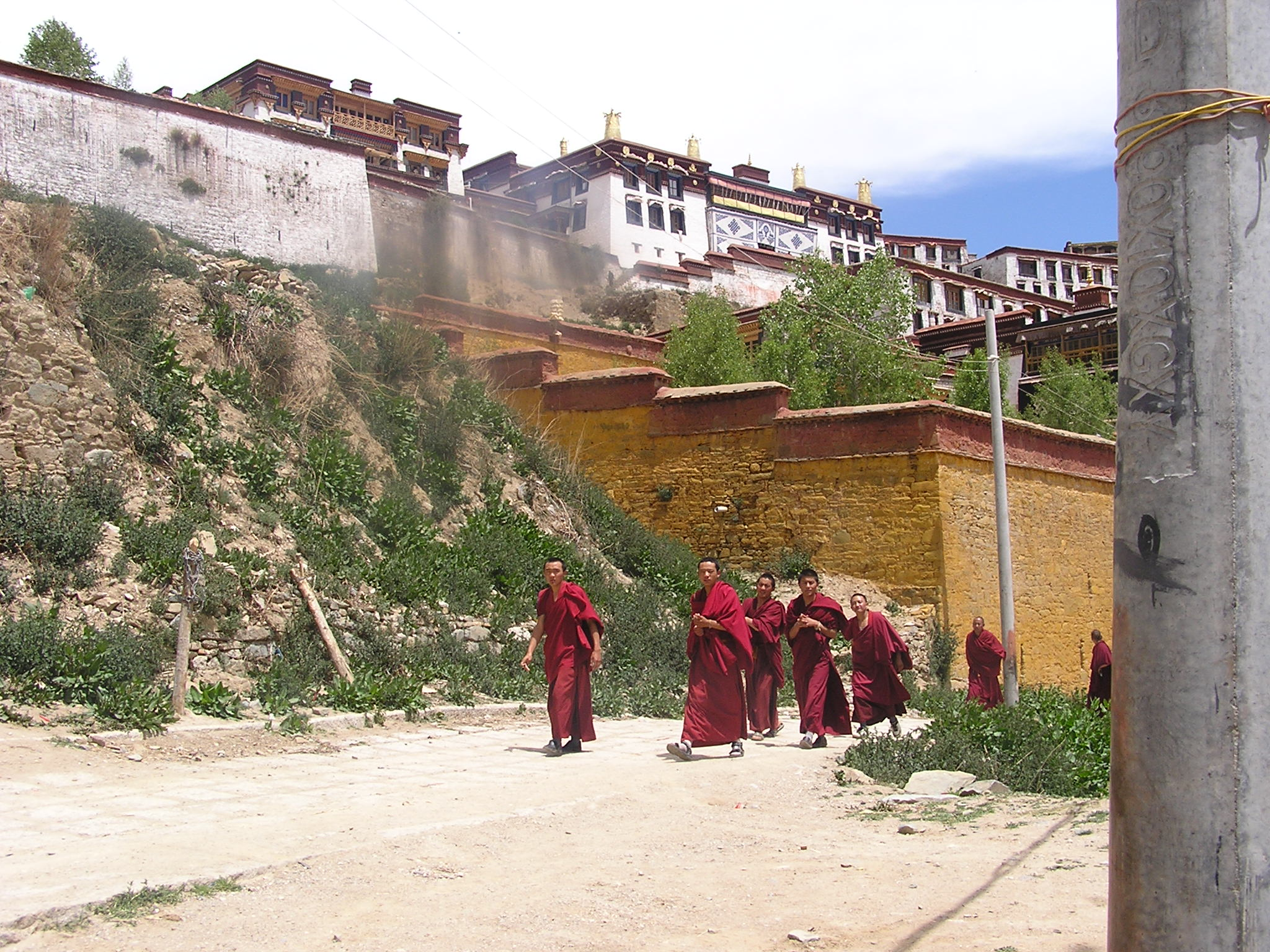
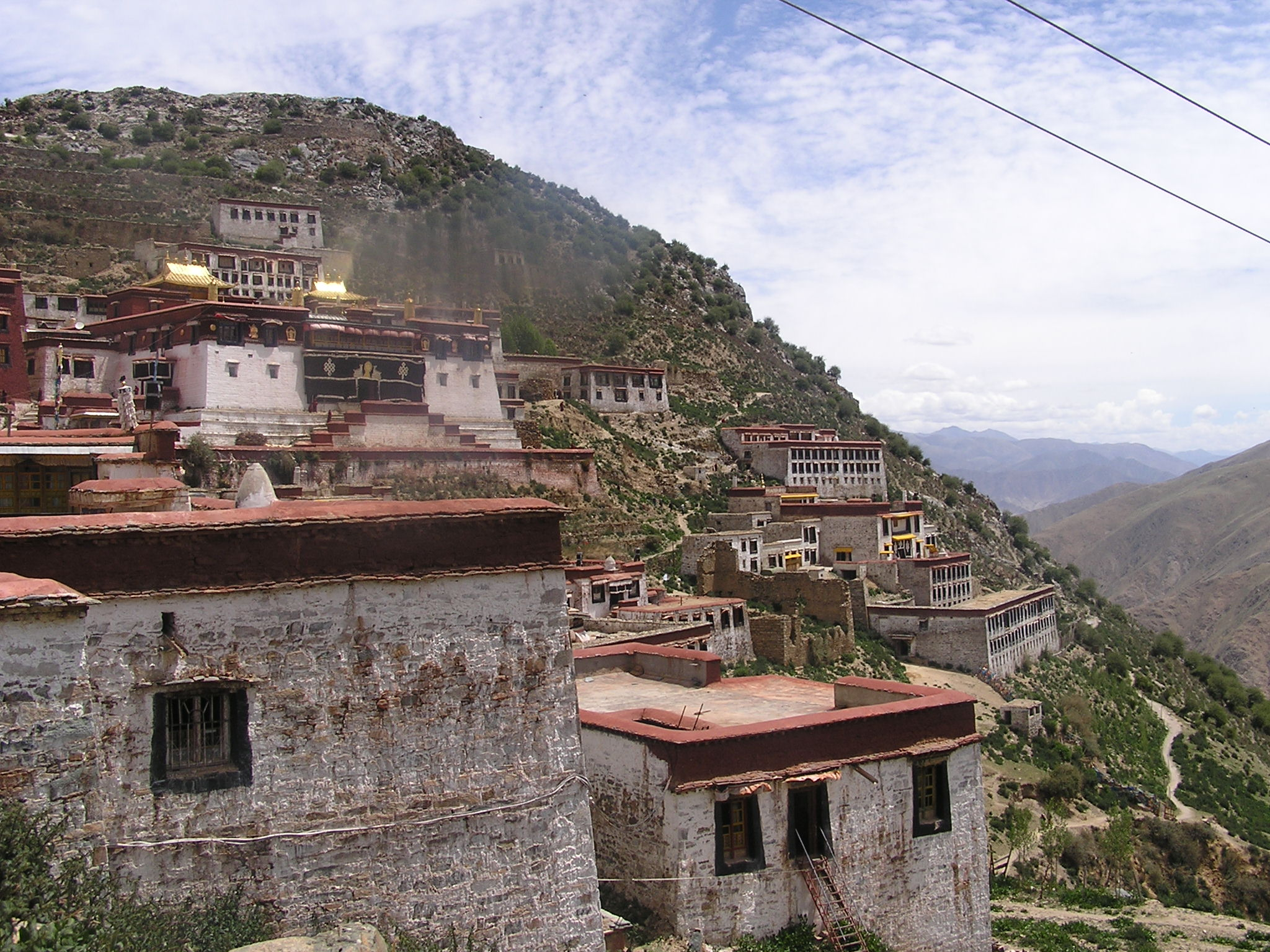
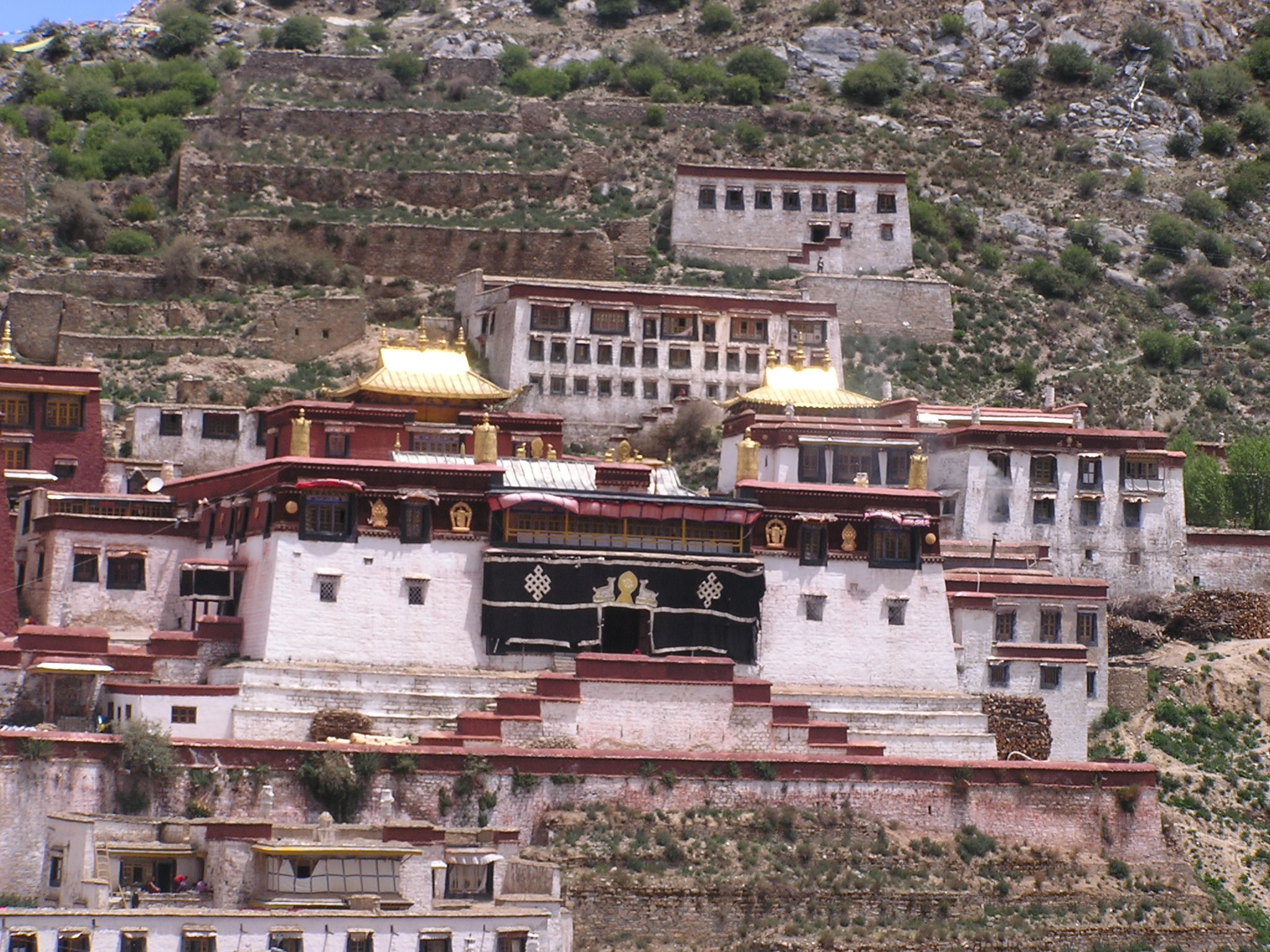